# منچ (فیلم)
منچ (به انگلیسی: Ludo) فیلمی است محصول سال ۲۰۲۰ و به کارگردانی آنوراگ باسو است. در این فیلم بازیگرانی همچون آبیشک باچان، آدیتیا روی کاپور، راجکومار رائو، پانکاج تریپاتی، فاطمه ثنا شیخ، سانیا مالهوترا، روهیت سورش سراف، پارلی مانی و آنوراگ باسو ایفای نقش کرده‌اند.